# Colegio de Abogados de Puerto Rico
El Colegio de Abogados y Abogadas de Puerto Rico es una entidad creada el 1840.
Bajo el régimen español, el Colegio de Abogados de Puerto Rico tenía carácter oficial siendo obligatorio para los abogados su inscripción como socios, antes de que se les permitiera practicar. El Colegio fue creado por el Real decreto el 28 de mayo de 1838 por la María Cristina de Borbón-Dos Sicilias pero no fue hasta el 27 de julio de 1840, que inició su actividad. Su actividad se dirigía a informar el gobierno y los tribunales sobre cuestiones legales y examinar la conducta de los abogados así como defender los contraataques o acusaciones injustificadas.
En junio de 1840, siendo gobernador Miguel López de Baños, se convocó a doce abogados de la isla para proceder a su fundación: Juan Vicente de Goicoechea y Castillobeitía, José Silvestre de Santalíz, Juez de Primera Instancia de San Juan; José Bello y González; Juan de Mata Aybar, Benigno Orvergozo; Antonio de Silva Suárez, Auditor Honorario de Marina; Fernando José de Montilla, Auditor Honorario de Marina; Agustín María de Sirgado; Andrés Avelino de Mena; Dr. José María Bobadilla; Dr. José Saldaña y Antonio Castelló.
En 1898, el Colegio de Abogados de Puerto Rico quedó afectado por el cambio de soberanía en la isla al quedar en suspenso las leyes fundamentales de Puerto Rico con la retirada de España. Para que el Colegio de Abogados pudiera continuar funcionando como una corporación semipública fue necesario que se emitiera una ley por el nuevo dominador. El 3 de diciembre de 1898, el Gobierno Militar de los Estados Unidos lo restableció manteniendo sus estatutos iniciales, en la medida que no se oponían a la soberanía y la Constitución de los Estados Unidos.
El 18 de diciembre de 1911, el Colegio fue reorganizado, cambiando su nombre por el de Asociación de Abogados de Puerto Rico, siendo de adscripción voluntaria pagando una cuota, y sin que la pertenencia fuera un requisito para ejercer  ante los tribunales.
En 1933, el Senado de Puerto Rico aprobó la creación del Colegio de Abogados de Puerto Rico, de adscripción obligatoria.

## Lista de decanos desde 1840 hasta 1900[2]
- Juan Vicente Goicoechea (1840)
- Agustín María de Sirgado (1843)
- Fernando J. Montilla (1848)
- Juan de Mata Aybar (1851)
- Manuel Valdés Linares (1852)
- Pablo Sáez (1876)
- José Severo Quiñones y Caro (1879)
- Hilario Cuevillas Hernández (1883-1900)